# أكمل الدين إحسان أوغلي
أكمل الدين إحسان أوغلي (بالتركية: Ekmeleddin İhsanoğlu)‏ من تركيا. الأمين العام لمنظمة التعاون الإسلامي  السابق، وهو أول أمين عام ينتخب بالتصويت. ومنذ توليه منصبه أمينا عاما تاسعا في يناير 2005 يقود بفعالية المنظمة التي تجمع في عضويتها 58 دولة عضوا وتبنى قضية العالم الإسلامي في هذه الأوقات العصيبة.

## ولادته ونشأته
ولد البروفيسور أكمل الدين إحسان أوغلي في القاهرة في 26 ديسمبر 1943. وحصل على بكالوريوس العلوم في 1966 ودرجة الماجستير في الكيمياء سنة 1970 من جامعة عين شمس في القاهرة. وبعد إكمال دراسة الدكتوراه في جامعة أنقرة في تركيا سنة 1974، أجرى بحثه لما بعد الدكتوراة في الفترة من 1975 إلى 1977 بصفة زميل أبحاث في جامعة إكستر في المملكة المتحدة. وهو يجيد التركية والإنجليزية والعربية وله معرفة عملية بالفرنسية والفارسية. وهو متزوج وأب لثلاثة شبان.
عمل عضوا في هيئة التدريس في عدد من كليات العلوم ثم أصبح أول بروفيسور والرئيس المؤسس لشعبة تاريخ العلوم في جامعة إسطنبول. وهو كذلك الرئيس المؤسس للجمعية التركية لتاريخ العلوم ومؤسسة وقف إيسار. كما عمل رئيسا للاتحاد الدولي لتاريخ العلوم وفلسفتها بين سنتي 2001 و2005. وهو عضو في جمعيات دولية مختلفة ومجالس علمية ومجالس استشارية لعدد من المؤسسات الأكاديمية والمراكز والمعاهد وهيئات تحرير كثير من المجلات في مصر و فرنسا وألمانيا والأردن والسعودية وإسبانيا وتونس و تركيا والمملكة المتحدة والولايات المتحدة.

## منجزاته
اقترح في مناسبات سابقة مختلفة تدابير لتعزيز السلم العالمي وتحقيق التضامن بين أعضاء الأمة الإسلامية قاطبة. اتخذ خطوات جادة ليجعل من منظمة التعاون الإسلامي منظمة فعالة. أشاد بجهوده الرامية لتعزيز المنظمة العديد من رؤساء الدول والحكومات كما أقرت بها أجهزة الإعلام والجمهور ممن شهد ردوده على التحديات التي تواجه المسلمين.
يقوم البروفيسور الدكتور إحسان أوغلي بدور ريادي في نشاطات الأبحاث والنشر وتنظيم مؤتمرات في مختلف المجالات، ومنها تاريخ الآداب والعلوم والعلاقات بين الثقافات. حيث وجه نتائج الأبحاث إلى خلق وعي بالثقافة الإسلامية في جميع أنحاء العالم. كما أطلق وأشرف على برامج ترمي إلى حماية وتعزيز التراث المعماري والمكتوب للحضارة الإسلامية في مختلف البلدان. ساهم في مناقشات علمية بشأن الحوار بين الثقافات. ومن خلال مبادرته الشخصية والمؤسسية، كسب اعترافا في الدوائر الفكرية باعتباره مساهما رائدا في التقريب بين الحضارات، ولاسيما بين العالمين الإسلامي والغربي.
وظل، منذ ارتباطه بمنظمة التعاون الإسلامي، بصفة المدير العام المؤسس لمركز الأبحاث للتاريخ والفنون والثقافة الإسلامية (إرسيكا) في إسطنبول عام 1980، والذي يسعى لتحقيق معرفة وفهم أفضل للإسلام وثقافته وحضارته في الغرب وفي جميع أنحاء العالم. وقد جادل من خلال دراسات موضوعية ليبين كيف يمكن للقواسم المشتركة بين الحضارات أن تكون سببا لبناء تفاهم عالمي بين أتباع الأديان والثقافات، عوضا عن عرض الاختلاف. نظرا للشهرة التي اكتسبها في المؤسسات الأكاديمية الغربية والشرقية والدوائر العلمية باعتباره رجل آداب، فقد ظل منذ أربعة عقود يشترك في المؤسسات الرائدة في البلدان الإسلامية والغربية. يفخر بمواطن قوة العالم الإسلامي ولكنه يطرح بموضوعية الحاجة الماسة في العالم الإسلامي لإصلاحات اجتماعية اقتصادية وصولا للتقدم ولتوزيع ثمار التنمية على عموم الناس. كما لم يتردد قط في التحمس لدعم الأقليات المسلمة واحترام حقوق الإنسان على المستوى العالمي وهي قضايا دافع عنها بقوة في كتاباته وخطاباته.

## مؤلفاته
ألف عددا من الكتب والمقالات والأبحاث باللغات التركية والإنجليزية والعربية حول العلوم وتاريخ العلوم والثقافة الإسلامية والثقافة التركية والعلاقات بين العالمين الإسلامي والغربي والعلاقات التركية العربية وقد ترجمت بعضها إلى الروسية والفرنسية واليابانية ولغة ملايو والكورية والبوسنوية.

## جوائز وأوسمة
قلده رئيس جمهورية أذربيجان «وسام المجد» وقلده رئيس جمهورية مصر العربية «وسام الامتياز من الدرجة الأولى» وقلده عاهل المملكة الأردنية الهاشمية «وسام الاستقلال من الدرجة الأولى» وقلده رئيس روسيا الاتحادية «وسام المجد» (قدمه إليه رئيس جمهورية تتارستان)؛ وقلده رئيس جمهورية السنغال «وسام الاستحقاق الوطني» و«وسام الأسد الوطني» كما قلده رئيس الجمهورية التركية «وسام الخدمة المتميزة للدولة» وقلده رئيس جمهورية جيبوتي وسام 27 يونيو برتبة قائد. كما حصل على الجائزة العالمية لكتاب العام من الرئيس محمد خاتمي، رئيس الجمهورية الإسلامية الإيرانية سنة 2000. وحصل على درجات دكتوراه فخرية من عدد من الجامعات في أذربيجان والبوسنة والهرسك وبلغاريا وروسيا الاتحادية، وتتارستان وتركيا والولايات المتحدة. وعينته حكومة البوسنة والهرسك «سفيرا متجولا» سنة 1997.
- قلادة النيل، فبراير 2013.[6]
- الدكتوراه الفخرية من جامعة عين شمس في مارس 2013[7]